# Pseudactinia
Pseudactinia is een geslacht van zeeanemonen uit de familie van de Actiniidae.

## Soorten
- Pseudactinia flagellifera (Drayton in Dana, 1846)
- Pseudactinia infecunda (McMurrich, 1893)
- Pseudactinia plettenbergensis Carlgren, 1928
- Pseudactinia varia Carlgren, 1938